# International Computers and Tabulators

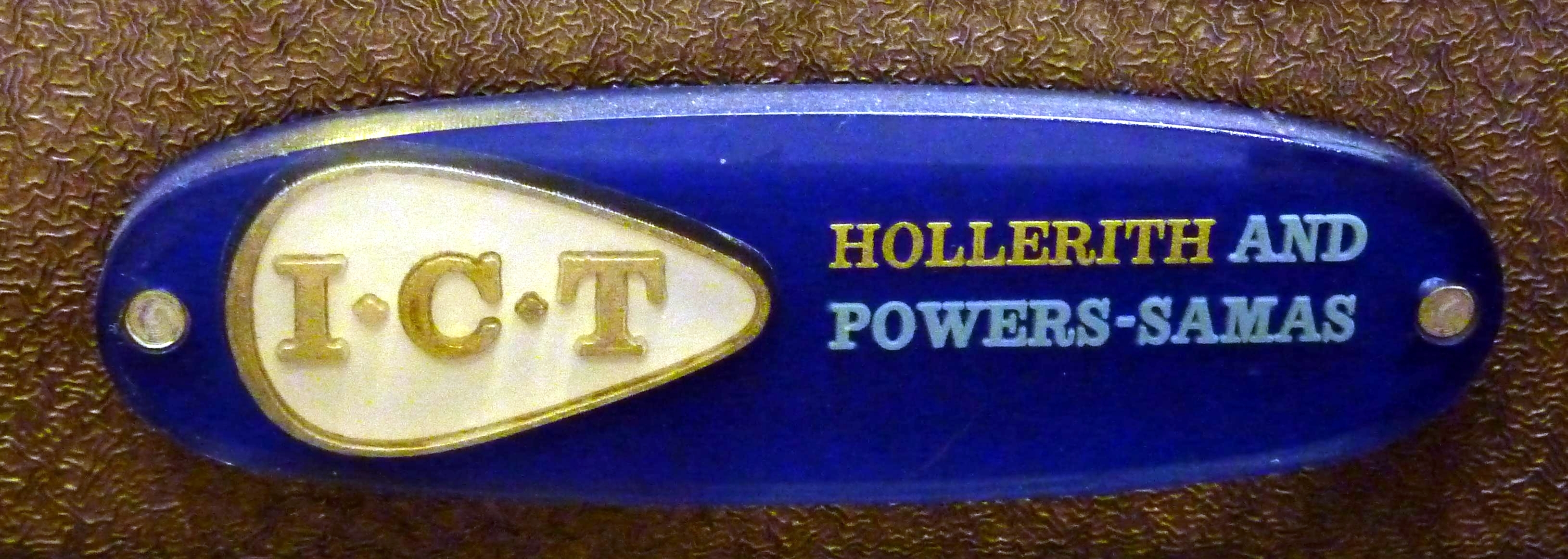
ICT logo, tidigt 1960-tal

International Computers and Tabulators eller ICT var ett brittiskt datorhårdvaruföretag, bildat 1959 genom en sammanslagning av British Tabulating Machine Company (BTM) och Powers-Samas. 1963 tillkom även affärsdator divisionen hos Ferranti. Företaget exporterade till många länder runt om i världen. 1968 slogs företaget ihop med English Electric Computer och blev en del av International Computers Limited (ICL).